# Adolf Scheu
Adolf Scheu (* 26. April 1907 in Owen, Württemberg; † 20. Dezember 1978 in Wuppertal) war ein deutscher Politiker (SPD).

## Leben

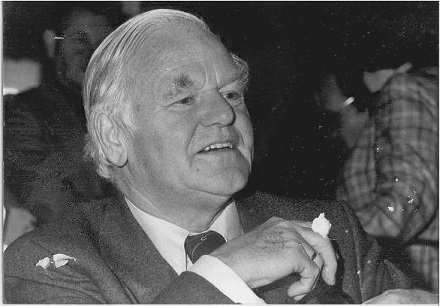
Adolf Scheu (1979)

Nach dem Besuch der Oberrealschule in Stuttgart-Cannstatt machte Adolf Scheu eine kaufmännische Lehre und war dann von 1925 bis 1941 als Industriekaufmann und Verkaufsleiter bei verschiedenen Firmen tätig. 
Im Jahr 1941 wurde er von der Gestapo verhaftet und mehrere Tage lang verhört, dann aber wieder freigelassen, da ihm keine staatsfeindlichen Handlungen nachgewiesen werden konnten. Am 1. Oktober 1941 wurde Scheu Prokurist bei der Flugzeugfabrik Gottlob Espenlaub in Wuppertal. 1945 schied er aus der Firma aus und machte sich als Industrie- und Unternehmensberater selbstständig.
Adolf Scheu heiratete 1929 Elisabeth Kretschmer und hatte mit ihr neun Kinder. Nach ihrem Tod im Jahr 1963 heiratete er Almuth Reinke und hatte mit ihr weitere drei Kinder.

## Politik

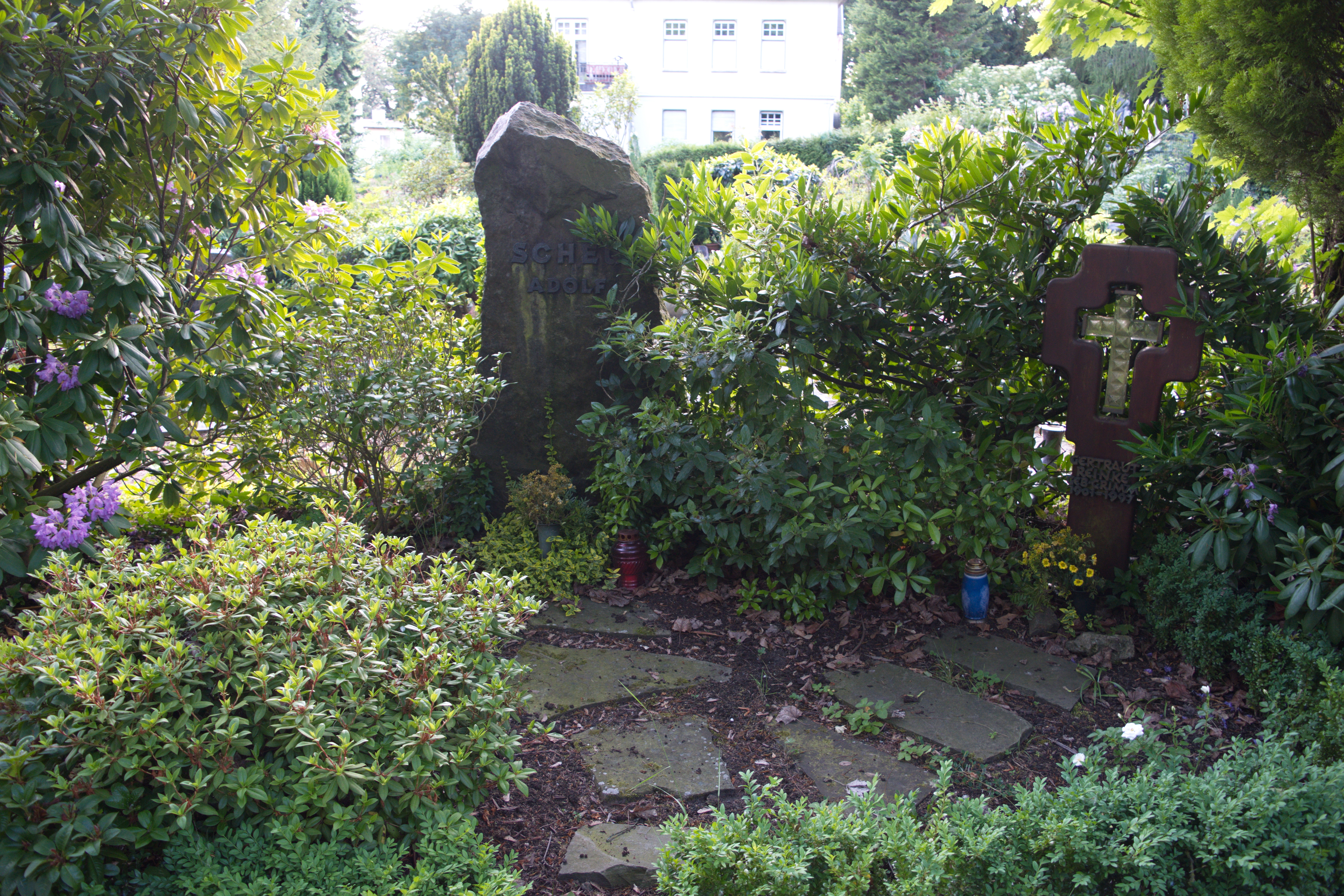
Grab von Adolf Scheu (2017)

Erste politische Erfahrungen sammelte Scheu Anfang der 1930er Jahre im Christlich-Sozialen Volksdienst, in dem er auch erstmals mit dem späteren Bundespräsidenten Gustav Heinemann in Kontakt kam. Am 3. November 1939 beantragte er die Aufnahme in die NSDAP und wurde zum 1. Januar 1940 aufgenommen (Mitgliedsnummer 7.397.829). Zusammen mit Heinemann gehörte er 1952 zu den Gründungsmitgliedern der Gesamtdeutschen Volkspartei (GVP). Adolf Scheu war es auch, der den späteren Bundespräsidenten Johannes Rau zur Politik brachte. Nach dem Ausbleiben von Wahlerfolgen und der darauffolgenden Auflösung der GVP wechselte Scheu 1957 zusammen mit Heinemann und etlichen weiteren Parteimitgliedern zur Sozialdemokratischen Partei Deutschlands (SPD), für die er dann von 1961 bis 1970 im Stadtrat von Wuppertal saß. 1969 wurde Scheu als Direktkandidat des Wahlkreises Wuppertal I in den Deutschen Bundestag gewählt. In den Jahren 1972 und 1976 gelang ihm jeweils die Wiederwahl in seinem Wahlkreis. Im Bundestag saß Scheu im Petitionsausschuss, im Wirtschaftsausschuss und zuletzt im Ältestenrat. Scheu gehörte dem Bundestag bis zu seinem Tode an. Nach seinem Tod rückte Karl-Heinz Walkhoff für ihn nach.

## Ehrungen
- 1972: Großes Verdienstkreuz der Bundesrepublik Deutschland
- 1976: Großes Verdienstkreuz mit Stern der Bundesrepublik Deutschland